# ホンダ・エレベイト
エレベイト（Elevate）は、本田技研工業が生産・販売するコンパクトサイズのクロスオーバーSUV。
インドでは2023年6月に導入され、 日本でもWR-Vとして2024年3月から発売された。

## 概要
2023年6月6日にインドで発表された。タイのHonda R&D アジアパシフィックで、ラージプロジェクトリーダー（LPL）である金子宗次の指揮の下、7代目シティのベースでもあるグローバルスモールプラットフォームを基に開発された。WR-Vの生産終了後、インドで入手可能な唯一のホンダ製SUVである。
外形寸法は、フィットベースのグローバル向けHR-V/ヴェゼルと同等であるが、トランクスペースは458 L（16.2 cu ft）確保されている。最低地上高は 220 mm（8.7 in）で、回転半径は 5.2 m (17.1 ft) である。オプションのシングルパネルサンルーフや先進運転支援システムであるHonda SENSINGも選択可能。
シティと同じ1.5 L 直4 i-VTECガソリンエンジンは、最大出力が 89 kW (119 hp; 121 PS)、トルク 145 N⋅m (107 lb⋅ft)で、E20燃料も使用できるように設計されている。ホンダは、エレベイトを「今後3年以内に」電気自動車（BEV）として発売される予定であるとしている。
エレベイト（Elevate）という名は「Empowerment、Liberation、Exploration、Versatility、Aspiration、Transformation、Evolution」の頭字語から作ったバクロニムである。

## 市場

### 日本
2023年11月16日にWR-Vとして日本でも発売されることが発表された。X、Z、Z+ の 3つのバリエーションで販売される。

### 南アフリカ
2024年2月23日に南アフリカで発売され、バリエーションはコンフォート（MT）とエレガンス（CVT）の2種類が設定される。